# Magdalena Kalicińska
Magdalena Kalicińska (ur. 1944 w Bochni) – polska artysta konserwator sztuki, nauczyciel akademicki, adiunkt.

## Życiorys
Córka Mieczysława Kalicińskiego (prawnika) i prof. Janiny Kalicińskiej.
W 1970 uzyskała dyplom z wyróżnieniem w Studium Konserwacji Dzieł Sztuki na Wydziale Malarstwa ASP w Krakowie. Od 1973 współpracuje z Zakładem Fotogrametrii i Teledeteksji AGH w Krakowie (badania nad fotogrametrią jako metodą dokumentacji konserwatorskiej). W latach 1978–1979 ukończyła Podyplomowe Studia Pedagogiczne na UJ w Krakowie. W 1981 obroniła pracę dokorską. Od 1972 współpracowała z Wydziałem Konserwacji i Rekonstrukcji Dzieł Sztuki ASP w Krakowie (od 1973 jako pracownik etatowy). W latach 1975–1982 była kierownikiem Pracowni Inwentaryzacji i Kopii Malowideł Ściennych i Rzeźby Architektonicznej. Od 1982 jest adiunktem, kierownikiem Pracowni Dokumentacji Wydziału Konserwacji i Restauracji Dzieł Sztuki ASP w Krakowie.
Magdalena Kalicińska jest specjalistą w zakresie konserwacji malarstwa ściennego i sztalugowego na drewnie i płótnie (obrazy F. la Roya, M. Kellera, F.K. Langa, S. Gierasimowa, A. Gierymskiego, T. Aksentowicza, J. Stanisławskiego, A. Karpińskiego, W. Tetmajera, W. i J. Kossaków, V. Hoffmana, K. Mikulskiego, z kręgu Teniersa), rzeźby drewnianej oraz zabytkowej snycerki. Brała udział w pracach wielu zespołów konserwatorskich. Zrealizowała ponad 100 prac konserwatorskich, m.in. prace badawczo-poszukiwawcze gotyckich malowideł ściennych w prezbiterium kościoła parafialnego w Prandocinie (1974), inwentaryzacja i konserwacja włoskich fresków z XIV w. w kaplicy królewskiej w kościele parafialnym w Niepołomicach (1976–1986), konserwacja obrazu Jana Styki stanowiącego szkic do „Panoramy Racławickiej” (1977), konserwacja wczesnobarokowego ołtarza głównego z XVII w. w kościele parafialnym we Włoszczowie (1991–1992). Opracowała program i realizację kompleksowej konserwacji gotyckiego kościoła farnego św. Andrzeja Apostoła w Olkuszu zwieńczone wielotomową dokumentacją konserwatorską (1992–1997). Prowadziła prace badawcze i konserwatorskie przy wystroju rzeźbiarskim i malowideł ściennych wnętrza kolegiaty św. Anny w Krakowie (1994–1995) oraz prace konserwatorskie, badawcze i indentyfikacyjno-naprawcze przy XV-wiecznym Poliptyku Olkuskim (1995–1997). Od 1996 prowadzi kompleksowe prace konserwatorskie we wnętrzu późnobarokowego kościoła pijarów w Krakowie. W 2014 kierowała zespołem konserwacyjnym przy malowidłach ściennych z przełomu XVII–XVIII w. w tzw. Dworku Łowczego w Krakowie przy ul. Kościuszki.
Obecnie żyje w Krakowie, zajmując się prywatnie konserwacją obrazów sztalugowych i rzeźby polichromowanej.
Prace naukowe: dwie książki, artykuły nt. metod konserwacji dzieł sztuki i współczesnych metod dokumentacji konserwatorskich.

## Odznaczenia
- 2002: Krzyż Kawalerski Orderu Odrodzenia Polski (za wybitne zasługi dla kultury narodowej, a szczególnie za osiągnięcia w działalności na rzecz ochrony zabytków Krakowa)[2]
- 1997: Nagroda im. św. Brata Alberta „Za wybitne osiągnięcia w dziedzinie ratowania i przywracania dawnego piękna zabytkom sztuki polskiej”
- 1987: Złota Odznaka za Zasługi dla Ziemi Krakowskiej